# Onthophagus lugens
Onthophagus lugens är en skalbaggsart som beskrevs av Fahraeus 1857. Onthophagus lugens ingår i släktet Onthophagus och familjen bladhorningar. Inga underarter finns listade i Catalogue of Life.